# Elionor d'Aragó, senyora de Valls

Escut del comtat de Prades

Elionor Maria d'Aragó, reina consort de Xipre (1359-1369), era filla del matrimoni de l'infant Pere I, comte de Ribagorça i Prades, amb Joana de Foix. Era neta, per la banda paterna, del rei Jaume II i de la reina Blanca d'Anjou, i per la banda materna ho era de Gastó I, senyor de Foix, de Castellbò i de Bearn. La muller d'aquest, Joana de Foix, pertanyia a la casa reial de França. Així mateix, era cosina germana del rei Pere III el Cerimoniós.

## Família
Va nàixer, quasi amb seguretat, al castell de Falset, centre neuràlgic del comtat de Prades i de la baronia d'Entença, cap al 1333. Els seus germans foren:
- Alfons, el gran, comte de Ribagorça (1358) i Dénia (1355), marquès de Villena i duc de Gandia (1399) i casat amb Violant d'Arenós.
- Joan, el segon, comte de Prades (1358) i baró d'Entença. Va ser candidat en el compromís de Casp.
- Jaume, el tercer, bisbe de Tortosa (1362) i de València (1369), i cardenal (1388).
- Joana

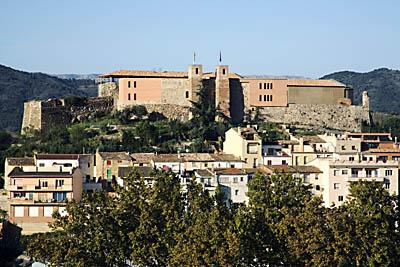
Fotografia actual del Castell de Falset

Elionor es va casar molt jove, el 1353; la seva unió formarà part de la política matrimonial d'establir lligams dinàstics amb estats del Mediterrani. Aquest matrimoni amb l'hereu del reialme de Xipre, Pere de Lusignan, comte de Trípoli, garantia l'expansió comercial catalana cap a l'Orient.
Fou una dona de caràcter apassionat i frenètic. Orgullosa, autoritària i d'ànima irascible. Estimava al seu espòs però de forma egoista i obsessiva. Un caràcter i manera d'actuar que, com analitzarem, influiran en tots els esdeveniments de la seva vida.

## Elionor, reina
Tràgics esdeveniments envoltaren el regnat d'Elionor a Xipre. El seu marit tenia dues amants, cosa que se li feia insuportable. Sembla provat que l'any 1368, aprofitant una absència del rei, Elionor va ordir una terrible venjança contra una de les amants del rei, Joana Laleman, embarassada de vuit mesos. L'obligà a avortar i l'empresonà a les masmorres del castell de Kerinia, on la va tenir tancada prop d'un any i, després, obligada a prendre hàbit al monestir de Santa Clara de Nicòsia. Fins a l'oportuna arribada del rei, sis mesos més tard, no va ser alliberada.
Per tot el regne es va estendre el rumor que la reina cometia adulteri amb un noble de la cort, Jean de Morfú, comte de Rochas. En arribar a oïdes del rei, va demanar el parer dels seus consellers. Aquests van considerar que donar crèdit a l'acusació i prendre represàlia en contra la reina, alçaria en armes a la Corona d'Aragó i res podria impedir una expedició contra Xipre que resultaria desastrosa pel regne. D'altra banda, si es represaliava al suposat amant, el resultat seria el mateix perquè en sortiria perjudicat el bon nom de la reina. Per tot plegat, el més recomanable era sacrificar els calumniadors i restablir l'honor de la seva consort.

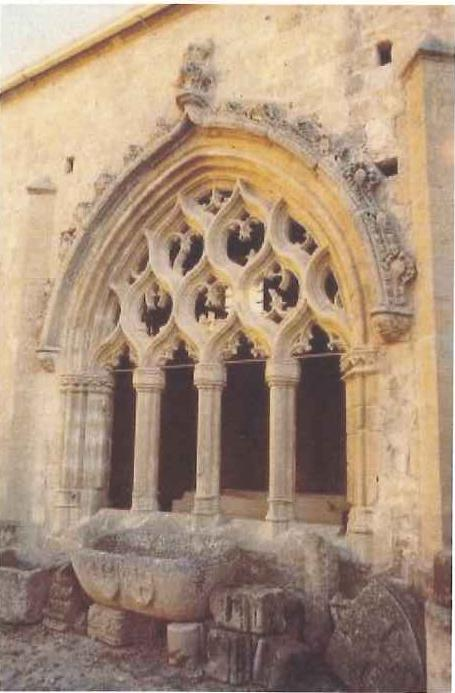
Aquesta finestra és l'única resta conservada del Palau dels Lusignan a Nicòsia

Joan le Vicomte va ser un dels principals represaliats. El van tancar a la presó de Kerinia i després el deixaren morir de fam a Buffavento. Altres barons van ser deshonrats, com el cavaller Giblet, vescomte de Nicòsia, el fill del qual va ser condemnat a treballar amb els esclaus que estaven construint el palau reial mentre la seva germana, la qual es va negar a casar-se amb un criat del rei, va ser torturada en presència del seu pare, dels germans del rei i d'altres grans de la cort.
La tirania del rei Pere de Lusignan es va anar fent cada vegada més insuportable i va culminar amb el seu assassinat la nit del 16 al 17 de gener de 1369 quan el seu germà, Joan d'Antioquia acompanyat d'altres, van entrar a la cambra reial on descansava el rei juntament amb la seva amant, Esquiva de Scandelion, i el van matar, van profanar el seu cadàver posant-li una corona de pergamí, un ceptre i un globus, vestits estripats i bruts i sandàlies velles i plenes de fang, finalment, el van exposar públicament a l'església de Santa Sofia de Nicòsia.
Del matrimoni quedaven dos fills dels tres que va tenir: Pere, el successor i encara menor d'edat, i Margarida que es casaria amb Jacob, comte d'Edesa i de Trípoli. Elionor va romandre a Xipre per tal d'evitar que li robessin la corona al seu fill però va començar a idear la venjança en contra del seu cunyat.
La trama de la venjança de la reina és digne d'una obra de teatre. L'any 1375 fa creure a Joan d'Antioquia que uns mercenaris búlgars que estaven al seu servei el volen assassinar, ell espantat els llança al mar des de la torre del castell de Saint-Hilarion i accepta el convit de la reina per anar a Nicòsia. La taula del banquet és la mateixa cambra on va morir el rei; Elionor posa la camisa ensagnada del seu marit dins una plàtera coberta. A la cambra veïna estan amagats els seus servidors més lleials encapçalats pel seu escuder, Francesc Sotorra. La reina, aixecant la tapa de la plàtera, dona el senyal de mort contra el príncep, que cau assassinat al seu costat.
Els odis en el si de la família reial determinaren que Elionor romangués a Xipre, per tal d'evitar que Jaume de Lusignan, un altre dels germans del rei, arrabassés els drets al tron del seu fill.
Quan Pere II va ser finalment coronat, es van produir una sèrie de conflictes durant els quals van morir molts genovesos a mans dels venecians. Això va donar motius a la intervenció militar de Gènova que es va convertir, a la llarga, en la mestressa de l'illa.
Les discòrdies van arribar a l'extrem que van haver d'intervenir Santa Brígida de Suècia amb prèdiques a la plaça de Famagosta. I, així mateix, van haver de venir, l'any 1371, el gran mestre de Rodes i el pare de la reina Elionor, Fra Pere d'Aragó per tal de gestionar els conflictes.
Pere II es va casar, sota els auspicis del rei català, amb Valentina Visconti, filla del duc de Milà, l'any 1377. Elionor no s'avé amb la seva nora, està també enemistada amb el seu fill i implicada tant ella com la seva cosina Alícia de Mallorca, neta de l'infant Ferran, en intrigues i traïcions. Finalment, Pere el Cerimoniós, el seu cosí, va intervenir cridant-la a Catalunya. Elionor abandonà definitivament Xipre l'any 1381, maleint a tothom. Tenia 44 anys, dels quals n'havia passat més de la meitat en aquella illa.
El parlament de Xipre va suspendre les rendes de la reina malgrat les queixes del rei Pere. Poc després moria el rei Pere II de Xipre sent succeït al tron pel seu oncle Jaume I de Xipre i, amb aquest fet, es trencaven tots els lligams d'Elionor amb el seu regne, el qual va entrar en una lenta decadència que acabarà en el seu domini genovès i, posteriorment, amb la conquesta pels turcs en 1570.

## Elionor de Valls: L'arribada
Sense rendes per mantenir-se, el rei Pere va atorgar a Elionor una pensió de 2000 florins d'or d'Aragó i el maig de 1382 o el 22 de desembre de 1382 (segons uns autors) també li va concedir la part que ell posseïa, conjuntament amb l'arquebisbe de Tarragona, sobre la vila de Valls. Elionor fou senyora de Valls entre 1382 i 1388 residint a la vila castell de l'arquebisbe.
Els habitants de Valls van rebre de bon grat la reina i aquesta va viure, almenys una temporada, pacíficament amb els habitants de Valls. El castell va esdevenir una veritable cort amb abundants servents, alguns estrangers arribats de Xipre, que s'afanyaven per distreure-la. Entre aquests destacarem, Joan de Bosc el seu tresorer; Bonanat de les Guarres el seu majordom i home de confiança, i el seu germà, Joan, Comte de Prades pel seu paper destacat en els fets violents que se succeiran.
Les primeres dificultats van venir del batlle del paborde el qual s'havia apropiat de rendes i drets que pertanyien a la reina i també va tenir un litigi territorial amb el poble veí de Vallmoll que pertanyia al comte de Cardona.
El senyoriu d'Elionor a Valls va tenir clars i obscurs i aviat van aparèixer disputes entre la universitat de Valls i la reina. Aquests conflictes s'emmarquen en les fortes rivalitats que existiren entre els partidaris de la reina i dels partidaris de l'arquebisbe.

### El Conflicte de l'Impost del vi
La universitat de Valls exercia el privilegi d'exigir el pagament d'uns drets sobre el vi que s'importava a la vila, dret que li havia estat concedit per rei Pere el Cerimoniós. No es podia entrar vi sense el consentiment dels jurats i els consellers de la vila. Els infractors podien perdre el vi, les bótes, la cavalcadura i les eines que portessin. La reina gastava per la seva cort molt de vi de Prades i Gratallops, on el seu germà governava. Mal aconsellada pel seu majordom i altres cortesans que, possiblement li diguessin que, donada la seva alta categoria, no havia de pagar impostos, es va negar a satisfer el tribut del vi malgrat les reclamacions que se li havien presentat.
Estem en l'any 1383 i ja feia uns set mesos que la reina habitava a Valls quan un dia es va esvalotar el poble reclamant els seus drets. Capitanejats per Guillem Esquiu i Pere Ripoll, aquests van reclamar una reunió del consell i van discutir el cas. Es va resoldre impedir per mitjà de les armes, si calgués, que es continués infringint els seus privilegis. Es va redactar una declaració en la qual es deia que ningú estava exempt de pagar aquest dret del vi per raó de classe ni categoria social, i es va pregonar aquest acord pels llocs acostumats i, molt especialment, el davant del castell on vivia la reina.
Mentrestant, alguns grups de vallencs van entrar per la força a la presó maltractant al carceller i posant en llibertat alguns homes que havien estat presos per ordre de Bonanat de les Guarres. Mentre això succeïa, alguns familiars del comte de Prades van començar a discutir amb el poble sobre el que estava passant. De la discussió va passar a les mans. Llavors, el comte de Prades va sortir del castell amb els seus soldats i aviat hi va haver morts i ferits per les dues parts. Entre aquest, van morir en Guillem Esquiu i Pere Ripoll i llavors es va cridar "Via fora! " per tota la vila i el so de la campana va reunir el poble el qual es va enfrontar amb els partidaris de la reina i els va obligar a retirar-se i tancar-se al castell amb crits de "Muyran los corials de la senyora Reyna, é metam foch al Castell" i amb ganes de posar-hi foc.
Sortosament, la intervenció de persones assenyades en els dos bàndols va aconseguir apaivagar les tensions i aconseguir un pacte de pau quan la reina va acceptar pagar, igual que tothom, els drets de l'impost del vi. Setmanes després de la revolta el 26 de març de 1384 els batlles vallencs van redactar un document en el qual exculpava a tothom de la revolta. Però el prestigi de la reina va quedar molt tocat encara que ho va voler compensar amb almoines i regals a la ciutat. A partir d'aquests moments la Universitat de Valls es va negar, en més d'una ocasió, a satisfer la pensió anual que donava e Elionor i 1391. Amb aquesta venda l'arquebisbe quedava com a únic senyor de Valls. Malgrat tot, Elionor va continuar residint a Valls fins al 1394.
L'animadversió cap a la reina es va centrar de manera particular cap al seu majordom Bonanat de les Guarres: "El més orgullós d'aquella caterva, n'és En Bonat que té'l cor de pedra" (versos de Roca i Sans). El 29 de novembre de 1394 amb el pretext que s'havien portat a terme unes humiliacions a una vallenca per part dels servidors de la reina, el poble es va aixecar una altra vegada, capitanejats per Joan Bertran i es va entrar al castell. A la mateixa cambra de la reina hi va ser assassinat Bonanat de les Guarres, i es va responsabilitzar de la mort Guillem Esquiu i Pere Ripoll. Afectada per aquesta situació, la reina va abandonar definitivament Valls i es va refugiar a Gratallops.

### Conseqüències
Aquests fets van arribar a Joan I que va encarregar una investigació a Guillem Ferrer, procurador real de la ciutat i camp de Tarragona. La universitat de Valls es va reunir el mateix dia de l'assassinat a l'Església de Sant Miquel de Valls per tal d'aclarir el succés. Al cap de pocs dies es va convocar una reunió extraordinària a Tarragona per tal d'obtenir ajuda i consell per aclarir l'homicidi. En Joan Bertran fou detingut, empresonat i interrogat sota turment en presència dels jurats i síndics de Valls al castell però sense la presència del batlle de l'arquebisbe que va protestar d'aquest oblit. Ignorem quina fou la condemna final que se li va aplicar encara que possiblement devia ser desterrat.
Sembla que la reina Elionor no torna mai més a Valls, tot i que visqué encara molts anys, fins al 1416. Va residir a Valls entre 1382-1394, uns dotze anys.

## Darrers anys

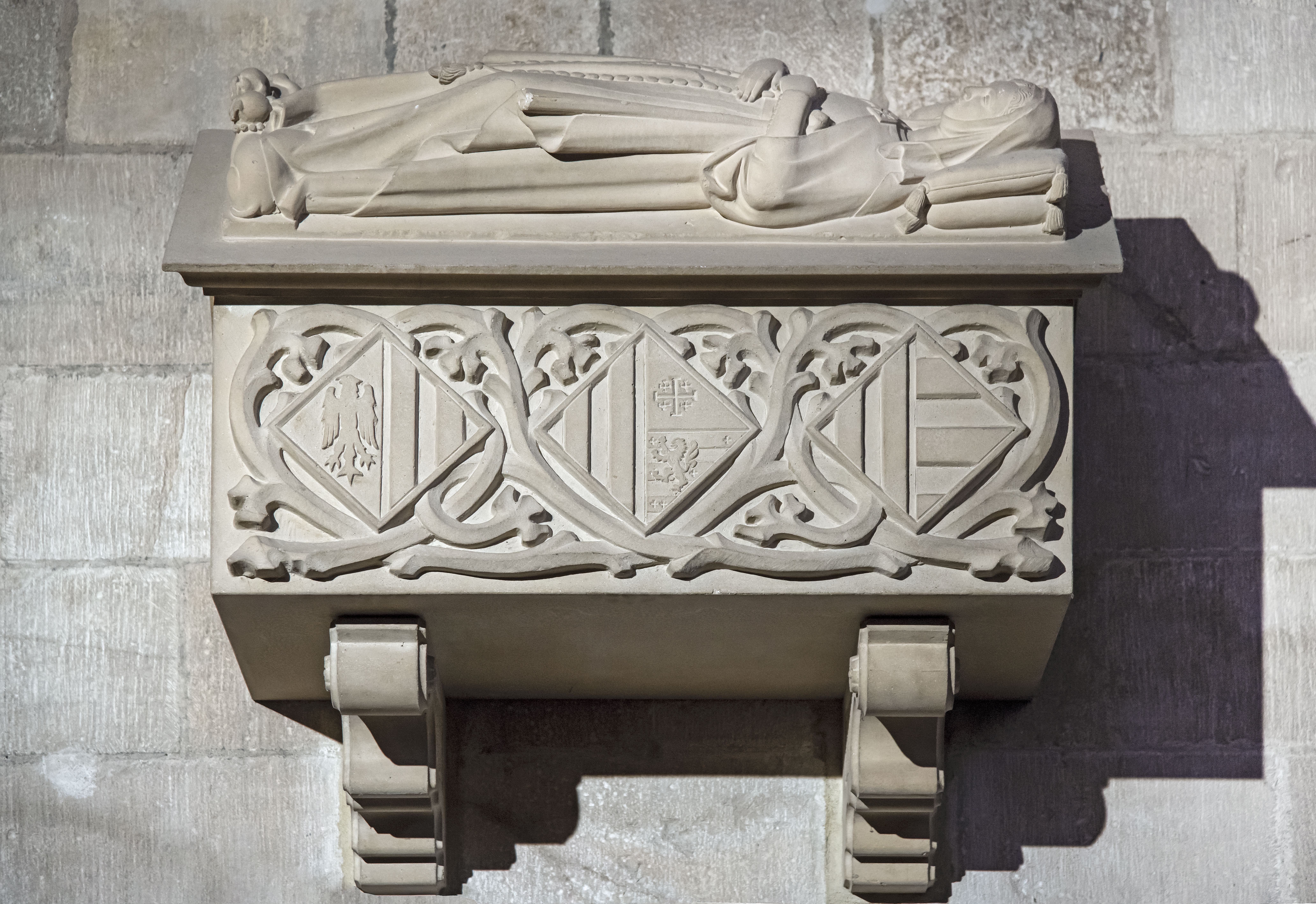
la seva tomba a Barcelona.

Els darrers anys de la vida de la reina Elionor els va passar a Barcelona, residint en una casa que feia cantonada entre el carrer Mercaders i un carreró que duia a la plaça de l'Oli de la qual pagava un lloguer de 60 lliures anuals. A la casa hi havia una capella, una habitació on dormia la reina, una altra habitació dita "Sala de parament", el menjador íntim (anomenat palauet), la sala o palau major, la llibreria i la cuina.
Sembla que va viure amb austeritat fins a la seva mort i portant un dol indefinit; dedicada a fer obres de caritat i dotar a noies òrfenes que es volien casar. Un inventari de la seva casa, redactat després de la seva mort, destacava la importància del color negre tant en l'ornamentació del palau com en la roba. Tots els seus béns van ser comprats en subhasta per mercaders, argenters jueus i molts conversos. Portava una vida retirada, només assistia a petits actes oficials lligats a la família reial. Va morir el 26 de desembre de 1416 i va ser enterrada vuit dies després, és a dir, el dia 2 de gener de 1417 en el convent de Sant Francesc de Barcelona, en la construcció del qual ella mateixa havia col·laborat i on ja hi havia altres enterraments reials.
La van vestir amb l'hàbit de terciària franciscana (Tercer Orde de Sant Francesc) però amb solemnitat reial. Acompanyaren el seu fèretre tres reines: Violant de Bar, vídua de Joan I, Margarida de Prades, vídua de Martí I, i Maria de Castella, esposa del monarca regnant, Alfons V el Magnànim, a més d'una representació del clergat de la ciutat de Barcelona i de les abadesses del monestir de Santa Maria de Valldonzella (Santa Maria de Valldonzella) i de Jonqueres (Monestir de Jonqueres).
Es va fer construir en vida un sepulcre de marbre amb una estàtua jacent a la dreta de l'altar major, al peu del qual degué figurar l'epitafi.
Durant molt de temps es va creure que la imatge jacent funerària d'una reina que es guarda actualment al Museu Nacional d'Art de Catalunya pertanyia al sepulcre de la reina Elionor. Tant Agustí Duran i Sanpere com J. Bassegoda i Nonell ho creien; però actualment es considera que es tractaria de la imatge de la reina Maria de Xipre, tercera esposa de Jaume II.
L'any 1692 es va ampliar el presbiteri de l'església de Sant Francesc i en aquest moment s'obrí el sepulcre de la reina. Es va trobar el seu cos incorrupte, sencer, i flexible; se li van fer nous hàbits i el sepulcre es va col·locar darrere el retaule, amb una vidriera al davant i exposat a la veneració dels fidels. Ben aviat el sepulcre es va veure exposat a nombrosos exvots de cera dels agraïts fidels. Aquests miracles es van recollir en un llibre, avui perdut, però que va ser consultat per l'historiador Jaume Coll al segle xviii. El sarcòfag va aconseguir salvar-se de l'incendi del convent dels franciscans l'any 1835.

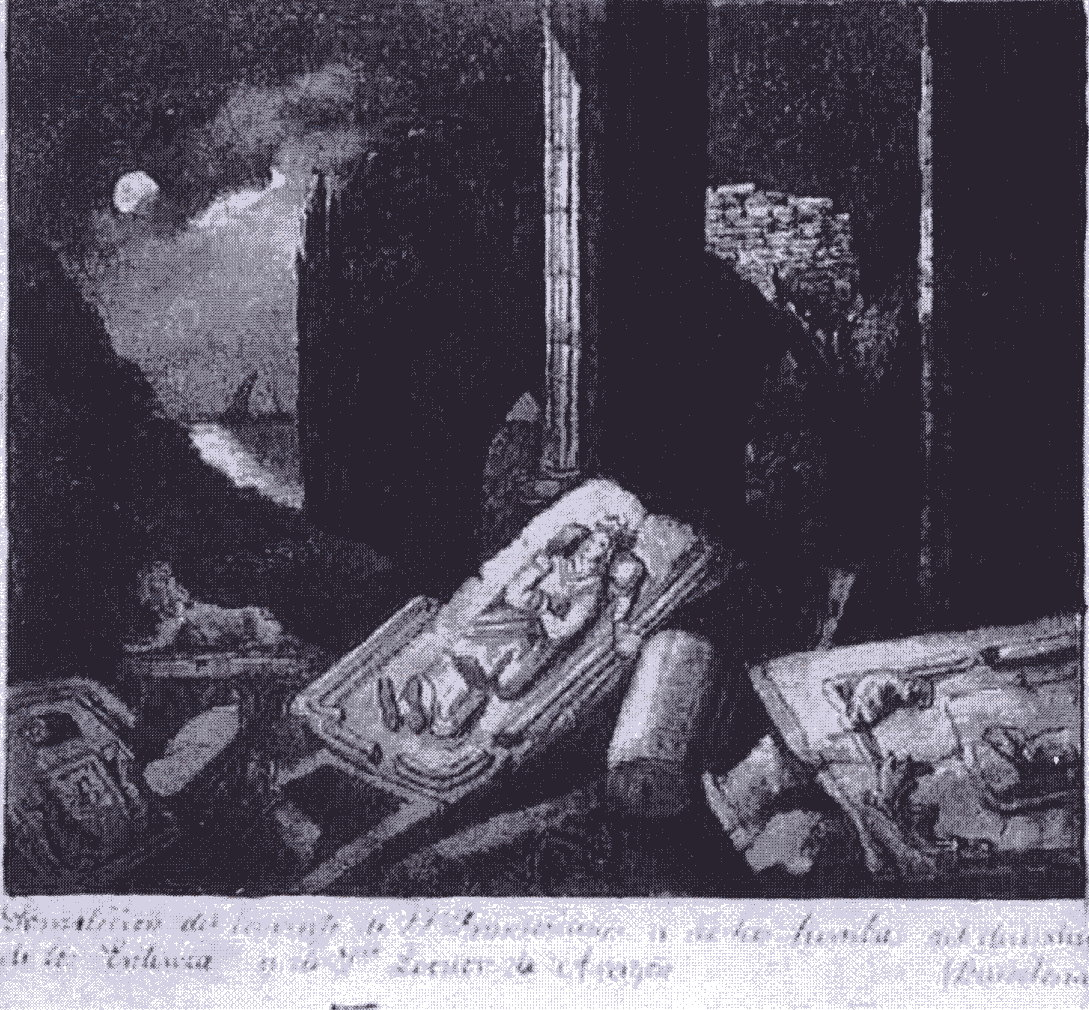
Aquerel·la del Claustre dels Fra Menors en ruïnes i les seves tombes reials (1879)

A partir d'aquests moments ens han arribat diferents versions sobre el que va passar amb el cos d'Elionor. Segons Eusebi Ayensa, el cos fou traslladat al convent de les franciscanes, situat al barri del Poble Sec. Gaietà Barraquer la va veure el 31 d'octubre de 1889 i explica que es trobava bastant ben conservada, descalça, vestida amb faldilla de seda de color clar, tocat de monja, ceptre i corona reial. Així es va conservar el cadàver d'Elionor fina l'arribada de la Setmana Tràgica de l'any 1909.
El dia 27 de juliol van calar foc al convent de les franciscanes del Poble Sec i res es va salvar del que hi havia a la capella. La troballa al convent del cos momificat de la reina de Xipre va fer creure als vàndals que s'havia trobat una monja martiritzada i tancada dins d'un fèretre. Existeix una altra versió de Joan Bassegoda i Nonell que explica que la mòmia de la reina Elionor restà a la seva tomba dels franciscans fins que el notari Jaume Rigalt "per encàrrec de l'ajuntament de Barcelona" la va dur a la casa de caritat, des d'on va passar al monestir de Pedralbes i després al convent de Sant Francesc de Vic on va ser destruïda l'any 1936.
Actualment les restes de les reines Constança de Sicília, Maria de Xipre, Sibil·la de Fortià i Elionor d'Aragó es troben dipositades a la catedral de Barcelona en unes urnes de pedra realitzades per l'escultor català Frederic Marès situades en un mur de l'altar major, al costat de l'evangeli, lloc on es van col·locar l'any 1998.

## El record de la reina, a Valls: mites i llegendes
A Valls existeixen tradicions populars que lliguen la seva estada amb diferents indrets, donacions i privilegis relacionats amb la reina.
El carrer de la Cort
És la via principal de Valls. Coneguda ja el segle xiii com a carrer de la Vilanova, fou el lloc principal d'eixampla urbanístic de la vila medieval. En aquella època el seu trajecte no anava més enllà de la Costa de la Peixateria. El tram des d'aquest indret fins al Pati del Castell, es coneixia com a Cap de la Vilanova, és a dir, l'extrem d'una via principal que estava el període de creixement. Durant el segle xiv el carrer de la Vilanova es trobava força poblat amb casa de personatges destacats de l'època.
El recorregut medieval del carrer de la Vilanova anava des del Pati del Castell fins a la Plaça de les Quarteres o Plaça del Bla", passant a prop de la plaça de la Peixateria, lloc de mercat. Es diu que el seu nom està relacionat amb la cort que duia la reina. En el poema de Francesc Gras i Elies «Valls» (1907) ens diu el següent:
| «                              | Valls La tortuosa calle de la Corte, De la ciudad la más hermosa vía, Recuerda d'una reina infortunada La accidentada y novelesca vida. | » |
| — Francesc Gras i Elies (1907) | |   |

### L'àliga

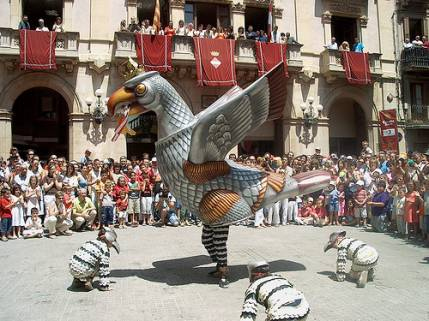
Àliga de Valls

És creença popular que l'àliga fou donada par la reina. Es tracta d'una àliga reial, coronada, que porta de bec una coloma. Existeixen altres opinions sobre el seu origen: la creença que representava l'àliga francesa a la qual, per mofa, el poble obligava a ballar des de la guerra de la independència; símbol de la noblesa de la vila o personificació de Salomé que va encisar el rei Herodes amb la seva dansa ocasionant la mort de Joan Baptista, patró de la ciutat de Valls. Així mateix trobem diferents explicacions al colom blanc, que porta viu a la boca, que s'ha identificat amb la mare de deus de la Candela.
El que és cert, és que la llicencia per exhibit l'àliga coronada a la processó del Corpus o en altres seguicis, era una concessió reial que no totes les viles podien gaudir les quals s'havien d'acontentar a passejar el seu gegant o altres animals o balls.
A Valls, l'àliga surt dos cops l'any: per la processó de Corpus i per la Festa Major de Sant Joan, en les Completes, l'Anada i tornada d'ofici, i el Tomb del Poble, antigament la processó de Sant Joan. I, extraordinàriament, per la processó decennal de la Verge de la Candela.

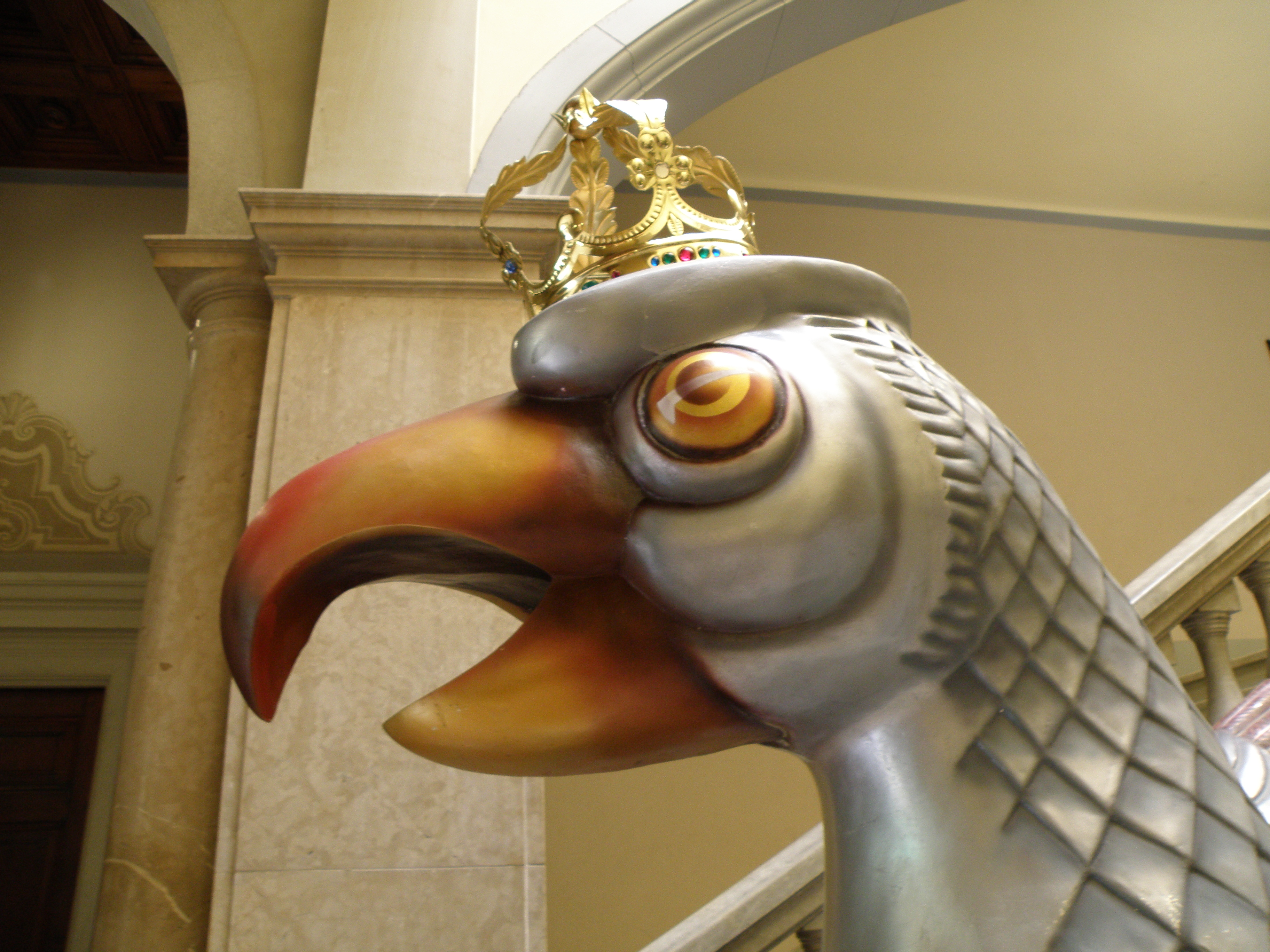
Àliga de Valls, vista del cap

El primer dia de la Festa Major de Sant Joan Baptista de Valls i, cada deu anys, el primer de les Festes Decennals de la Mare de Déu de la Candela, seguint un antic costum, la posen al balcó de l'ajuntament. Aquesta tradició l'han considerat alguns autors com una burleta de la bèstia que surt a guaitar al balcó. Així mateix, la vigília de la festa de Sant Joan, durant les Completes, entra a l'església arxiprestal de Sant Joan Baptista situant-se al costat de l'ajuntament.
A l'àliga l'acompanyem tres aguilons, nois joves vestits de pell imitant les plomes. També porten un cap de cartó imitant el cap dels aguilons. La seva missió és acompanyar l'àguila i apuntalar-la amb les crosses que porten quan aquesta descansa.
Quan l'àliga balla els tres aligons la segueixen ballant gairebé sota les seves ales semblant la seva mare.
Ramon Casas Pedrerol a l'obra teatral "Lo tres de nou" (1901-1902), hi diu:
“Y quant á la tarda, al Pati
vaigi á fer la balladeta
al mitj de la professó,
(l'àliga) ha de dir ab molta finesa:
Mirintme que mansa ballo
en memoria de la reyna
de Xipre, qu’un temps va viure
en lo Castell d'aquí'l frenta”

### Reliquiari de Santa Úrsula
El reliquiari de Santa Úrsula encara es conserva a l'església de Sant Joan de Valls. És una peça gòtica de plata policromada daurada i embellida amb pedreria i esmalts. que representa el cap de la santa coronada datada a mitjans del segle xiv. La creença popular diu que fou oferta per Elionor de Xipre a la ciutat de Valls. A favor d'aquesta teoria se sap que Elionor tenia una especial devoció per aquesta santa. L'any 1567 es va descobrir a l'església de Sant Domènec de Nicòsia un retaule que representava a les santes Úrsula, Eulàlia i Magdalena i agenollada davant d'aquestes apareixia la reina Elionor.
Malgrat això consta documentalment que fou el bisbe de Tortosa Jaume Sitjó, nascut a Valls, qui donà el reliquiari amb una mandíbula de Santa Úrsula per ser venerada a l'església de Sant Joan de Valls.

### Faixa de l'escut de Valls

Escut de Valls

Existeix la creença que la faixa de l'escut de Valls té un origen reial. Eusebi Ribes ho creu i diu textualment Especialment pot considerar-se reial la vil a de Valls pel domini reial que en ell va tenir Donya Leonor, vídua de Lusignan, reina de Jerusalem i de Xipre, concedit per en Pere el Cerimoniós, rei ‘Aragó, cosí seu, el dia 22 de desembre de l'any 1371, donació que fou confirmada per l'infant en Joan, el dia 17 de maig de l'any 1382.
El mateix autor assegura que existeix una moneda catalana que pel seu aspecte gòtic podria pertànyer al segle xiv. És molt probable però que fos encunyada a Valls durant l'estança d'Elionor, ja que apareix l'escut de Valls amb la faixa real.
En relació amb el tema de les encunyacions de monedes a Valls, Josep M. Baiget i Sanahuja va localitzar una sèrie de monedes amb l'escut actual de Valls datades en el segle xv cosa que certifica que ja existia en aquell temps una fàbrica de fer moneda.

### L'Espina Santa

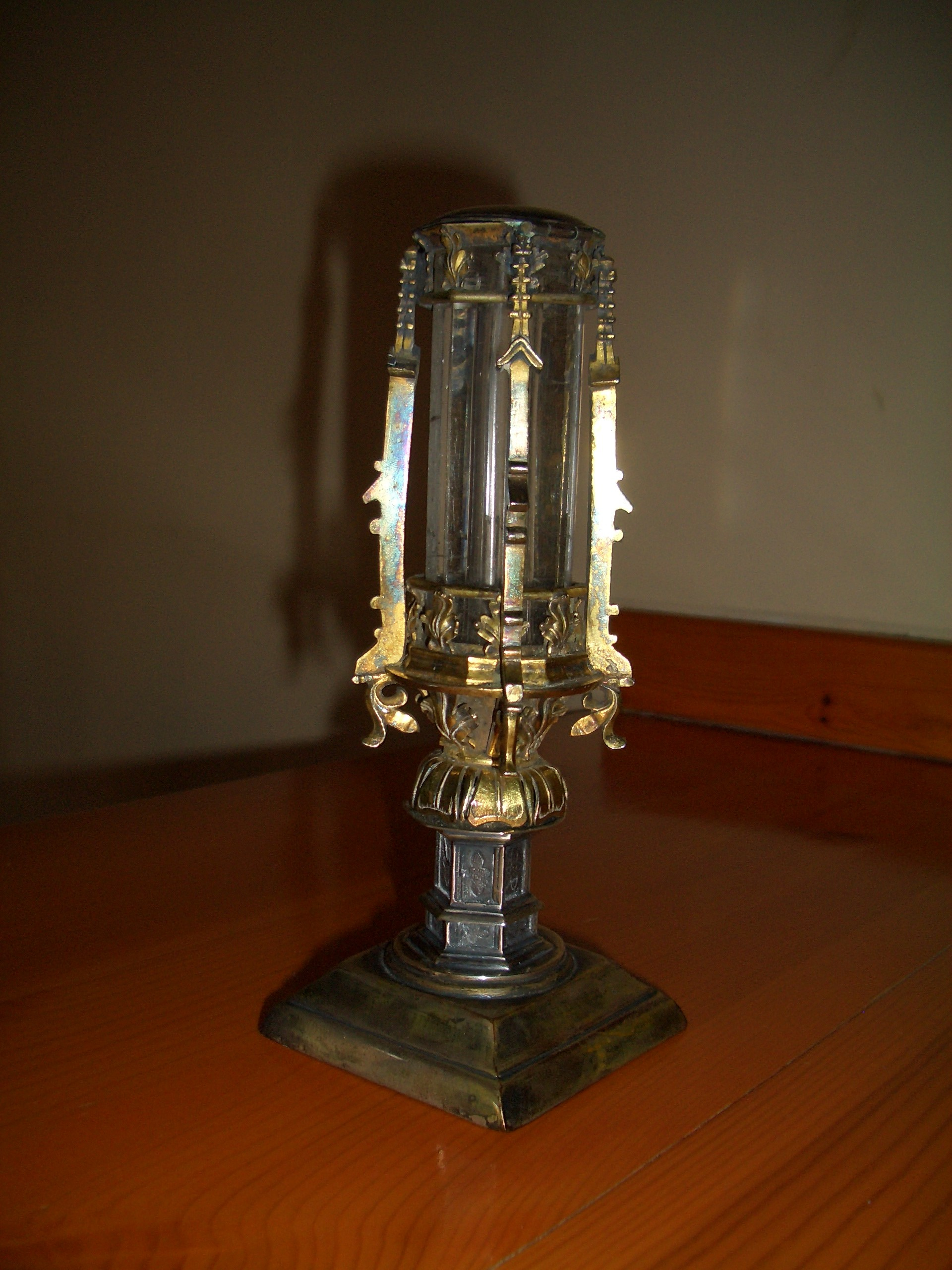
Fotografia actual del reliquiari de la Santa Espina. Francesc Murillo

Valls conserva una Espina Santa és a dir, una de les espines de la corona de la passió de Jesucrist. Era un record familiar del pare del rei de Xipre, Pere de Lusignan, casat amb Elionor. En venir a Catalunya aquesta s'emportà joies, objectes artístics, robes i l'espina a la qual tenia devoció. Després dels fets del conflicte del vi, la reina feu donació de l'espina amb el seu reliquiari al convent dels Carmelites.
L'any 1821 la inestabilitat política va produir saquejos en convents. Per aquest motiu els carmelitans van amagar objectes de culte i l'Espina Santa a l'hort de Valls conegut com "l'Hort del Carme", on vam estar amagats fins al 1823. Posteriorment els frares carmelitans van ser expulsats de Valls el 1835 i, concretament, el 27 de juliol de 1835 lliuraren el reliquiari a la priora de les religioses Carmelites de l'Antiga Observança, del convent de la Presentació (conegut com el convent del Portal Nou), complint d'aquesta manera del que havia disposat la reina Elionor que havia fet donació de l'Espina Santa a la vila de Valls. Les religioses carmelites van haver de fugir del convent el 10 d'agost de 1835 i l'espina va estar 11 anys amagada fins que l'any 1846 les religioses Carmelites van tornar al seu convent.
Finalment, durant la Guerra Civil les Carmelites la van haver d'amagar de nou en una casa particular del Portal Nou davant el perill d'un incendi del convent cosa que es va produir entre els mesos d'agost i setembre de 1936. Després de la guerra i fins que no es va refer el convent, les monges Carmelites es van instal·lar en una casa particular del número 45 del carrer Sant Antoni, on també, es guardava la Santa Espina fins que el 1948 es va inaugurar el nou convent i capella de les Carmelites construït damunt de les runes de l'antic edifici.
L'Espina Santa es guarda dintre d'un estoig de vidre amb forma de tub inserit en un reliquiari de plata.

### La Torratxa
La Torratxa era una casa a la vora de l'actual passeig de l'Estació. Existeix una llegenda molt popular entre el poble de Valls que diu que la va fer construir la reia Elionor. Era un edifici gran, amb quatre cares, cobert amb teula romana. El conjunt no tenia ornaments amb pedra treballada tret de la porta d'accés i tot el conjunt era de gran austeritat. Recordava, per l'estil de construcció i per la torre que el coronava, a un mas senyorial. Aquesta torre, de construcció octogonal, era coronada per una balustrada i semblava que fos d'època barroca. La llegenda diu que era la residència d'estiu de la reina i que va fer plantar ametllers per tot el camí que separava l'edifici del castell del de la Torratxa, ja que els ametllers florits «per la seva blancor» li recorda les nevades de l'illa de Xipre.
Dels xiprers que hi havia a la Torratxa també es creia que havien estat plantats al segle xiv, és a dir, en l'època de l'estada de la reina a Valls. En el llibre "Els arbres públics de Valls" es diu que l'últim xiprer que quedava a la Torratxa passava dels 300 anys.
També corre la llegenda de l'existència d'un passadís secret entre el Castell i la Torratxa. Sobre aquest tema es va publicar una notícia a la revista cultura de 1989. En Josep M. Batet informava que l'existència d'aquest passadís podia ser real, ja que el carrer Avenir en l'edifici, on actualment hi ha una sucursal de Caixa Tarragona, hi va aparèixer una antiga mina. Així mateix al carrer Bonifas existeix un pou d'evacuació de terres associat a una mina que va en direcció de plaça del Quarter. Si entre els dos llocs citats s'estableix una línia recta, ens trobarem a banda i banda a la Torratxa i el Pati. La distància entre els dos edificis en línia recta és de 375 metres.

## El record de la reina, a Xipre
En una obra de Lluís Nicolau d'Olwer de l'any 1926 hem trobat unes informacions interessants sobre objectes d'art que existien fins aquell moment a Xipre i que estaven relacionats amb l'estada de la reina Elionor a Xipre.
En primer lloc parla d'uns grans canelobres que existien a l'antiga catedral de Famagosta i que eren obra indubtable de forja catalana.
En segon lloc parla d'un retaule desaparegut de l'església dels dominics de Nicòsia que representava les santes Úrsula, Eulàlia i Magdalena, i, agenollada al davant, la reina Elionor.
Així mateix existeixen a Xipre restes de monuments que es consideren obra catalana. Els més importants són: a Nicosia la gran finestra del palau i un dels portals de Sant Nicolau; a Famagosta part del palau del Bisbe; a Bellapais el refetor de l'abadia i a Hagia Napa l'entrada del monestir.

## El record de la reina en la literatura
La vida de la reina ha inspirat a molts autors poemes i obres. Alguns d'aquests els hem recollit en aquest apartat.
Jaume Roig a "L'Espill o Llibre de les dones"
“No menys pecat
e desamor
feu Na Leunor
reina chipriana,
qui fou germana 
del vell qui es deia
duc de Gandia;
a son cunyat
tot descuidat
lo feu matar
e feu entrar
dins a Famagosta
més que llangosta
gent genovesa:
de roba fesa
e violada
en la entrada
prou n'hi hagué”
Ramon Roca i Sans a "Eleonor María de Aragón" (1908)

La neta del Rey
quan era xiqueta,
sembrava en son cor
llevors de modestia.
Al ésser ja gran
cullia grandeses
y duya ‘ls vestits
brodats d'or y perles.
Se va enmaridar
ab lo Rey Pere,
que fou un valent,
mes manch de pudencia.
Viscomte Giblet
li’n feu la sentència,
entrant una nit
al quarto d'En Pere.
Cinquanta punyals,
clavats ab destresa,
llevaren al Rey
la sua existencia.
La Reyna, ab grans plors,
demana clemencia,
auxili no ‘n ve...
y mor lo Rey Pere.
Aixís que l'hereu 
pogué empunyá ‘l ceptre
la Reyna fugí
de Xipre despressa.
Lo Rey Pere Ters,
cosí de la Reyna, 
li ‘n feu donació
de Valls y son térme.
La Vila de Valls
ab goig la va rébrer,
mes no als consellers
que ab Ella vingueren.
Lo més orgullós
d'aquella caterva
n'es En Bonanat
que te ‘l cor de pedra.
Lo poble, exaltat,
un jorn se’n subleva
va drat al Castell
qu’ habita la Reyna.
De dins van surtir
les tropes superbes
y Esquiu y Ripoll
son morts en la brega.
Al cap d'alguns anys
lo poble ‘s presenta
de nou al Castell
á fer de les seues.
En Jaume Bertrán,
valent dels de mena,
comanda ‘ls minyones
de la patuleya.
L'astut Bonanat
lo pás intercepta
y es mort crudelment
als peus de la Reyna.
La Reyna, al instant,
de Valls fugir de pressa
y avants de la nit 
qui sap ahont era.
Al ésser ja lluny,
plorant, diu que deya:
-¡Ay Vila de Valls,
prou grossa l'has fera!
N'has mort lo servent
major de la Reyna...
Oblida't de mí 
y adéu pera sempre!
Paraules reyals
no tornaran enrera;
may més feu recort
de Valls y son térme.
Cansada de mon,
deixá les grandeses
y entrá en un convent
per fer penitencia.
Lo manto reyal
va treurers depressa,
posantses l'humil
vestit d'estamenya.
Per serne més grat
á Déu y á la Verge,
se’n feu del convent
de la Regla tersa.
Les pompes del mon
son flors que ‘s merséixen;
la Flor de Falset
ja ha fet sa carrera.
¡Qué Deu la perdó!,
si es qu’ está en pena:
¡Vassals, bons vassalls,
resau per la Reyna
Francesc Eiximenis al llibre "Lo Crestià. Tractat de Luxuria" (1384)
"Una regina fo en Xipre qui sabent que lo rey, son marit, anava a altra fembra lo reptà de traïció prometent de dar-li combatent per ella en camp e com lo rey se veés colpable, tement-se de perdre lo camp, ab conseyil de sàvies persones lexà anar la batalla cer estech-li així dit: -Senyor, sapiats que vós no us podets excusar que no siats traÿdor, car havets trencada fe matrimonial, per què sapiats que si vós emprats la bataylla, que vós serets vençut. Per què per esta raó e per altres ell ho lexà estar."
Josep Grau Serra a "Salms del meu poble" (1954)
Entonaré una completa amarada de llàgrimes a una reuna infortunada, a una reina que habità al nostre poble.
No conegué la dolçor de la mel sinó l'amargor del sèver.
Passà sempre pel carrer d'Amargura; un vel de tristesa emboirà la seva vida.
Sentí crits de Tolle-tolle i de "muira-muira".
Fou un xiprer de Calvarí combatut per vents penes i regat amb llàgrimes.
Tingué set espases clavades al cor, en son cor triturat com la grava.
Un vel de vídua cobrí sa plucritud; Noemí hauria estat per a ella un nom escaient.
Noemí del dolor, visqué prop de les síquies amargues.
Pogué entonar els planys de Job i els laments de Jeremies, mirant el desconsol de la seva ànima.
Plorà a la vora dels xiprers i dels sepulcres, delsdesmais i de la fossana oberta.
El món tirà a son cor sagetes emmetzinades; feu brunzir a prop seu la bassetja de la maledicció i de l'infortuni.
Veié son marit cobert de roelles de sang, de blaus i de borrons, les matranques de l'odi, com les maces d'un batan, cavalcaren damunt son cor.
Les atzavares dels desamor feririen les teles de son cor; els esbarzers creixien cobrint els viaranys de sa vida.
El terratrèmol de la tribulació esborrè les planures de sa vida i aixecà en son lloc muntanyes aspres.
El castell de Falset fou vostre bressol; els comellars del Priorat veieren son la vostre infantesa.
Flor de joventut, anàreu creixent com roella enmig de la planura falsetana, com rosa odorant dels jardins dels barons d'Estneça.
En Pere I, rei de Xipre, seguí la fragència de les vostres virtuts i us demanà per esposa.
El Mediterrà veia vostra lluna de mel; les palmeres de Xipre foren el cobricel de les vostres núpcies.
Els dàtils grocs florien de glòria, queien com una cascada d'or i cabellera abundant.
Les palmeres i els tarongels adornaven els vostres jardins, i esclaves formoses servien la vostra gentilesa.
Gòdoles blanques un bressolejaven pels dolços rius i per les mars quietes; poetes melosos us teixien versos.
Mosses àrabs puntejaven tocades amb cítares de fils de plata, com hurís, tot mirant la lluna plena.
Les roses de la vostra vida s'esfullaren aviat; només us quedaren els verducs amb les espines.
Una nit sentíreu udols de llop, ones encrespades, veus ronques d'odi i mata-degolla.
Cinquanta punyals foradaren el color que tent us amava; tinguéreu com una Dolorosa el cos difunt de vostre espòs als vostres braços.com ocell sense niu volèreu a la vostra pàtria, com una tórtira sanglotant de dolor i d'amargura.
Els tarongers s'emmalaltiren de pena quan marxàreu d'Orient vídua i endolada; les palmeres, lasses, deixaren anar ses palmes mústugues i esgrogeïdes.
Deixàreu elsvestits alegres i fistonats; us posàreu el vel de les ploredores i doloroses.
Els vostres anys no tingueren primaveres ni estius; només tingueren hiverns i tardors.
El vostre cor fou celler de dolors; la vostra corona fou d'espines i arços; el vostre ceptre, la canya verda.
Vinguéren a viure al redós dels vostres avis; posàreu el niu al mig de la nostre vila.
Encara conservem de la vostra benevolència l'àgila senyorial, el cap de Santa Úrsula i la Verge del Carme.
Al vostre cor no colorejaren flors de maig ni s'hi sentiren cantúries d'ocells.
Abraçada a la creu, trobèreu la serenor de les grans ànimes; en els petons al Sant Crist trobàreu l'amor dolcíssim; al llibre de rés, vostre hores plàcides.
Fóreu forta en el dolor i en les llàgrimes; la ventada del dolor no pogué capgirar la vostra ànima.
Sapiguéreu dir en hores d'angúnia: "Faça's, Senyor, la vostra voluntat santa".
El mestral de la tribulació vingué a onejar de nou la vostra calma.
Sentíreu novament crits de "morir"; altra volta l'espactacle de la mort s'apoderà de la vostra casa.
Sortí de la vostra gorja un clam de dolor; veiéreu foradat pel glavi un servent vostre.
Oh reina de Calvari!, les llàgrimes foren el vostre pa; el fel, la vostra beguda quotidiana.
En un pou fondíssim de penes quedà empresonada la vostra ànima; núvols negres taparen per sempre l'atzur del vostre cel.
Sols trobàreu la calma al niu d'Escornalbou, fent vida ermítica.
Els pins remorosos acompanyaren, com orgue dolçament aflautat, la vostra oració; la sentor de reina pujava cel amunt acompanyant els vostres precs acompassats i solotaris.
Descalça, fèieu el Via crucis; deixàreu per l'espardenya les vostres riques sandàlies.
Us aixecàveu amb els ocells, quan el sol sortia de les soledats de la mar blava per lloar son Creador.
Tapàreu l'oïda a les músiques del món; us plaïa la veu àuria de la campana.
Tapàreu la boca a les cançons profanes; us plaïa de salmejar antífones i càntics davídics.
Sota els xiprers passàveu silenciosament hores contemplatives, i devall de les roques de saldó, de color d'hàbit de frare.
Fóreu la penitent de la muntanya, un exemplar del vanitas vanitatum.
Menjàveu amb plat de foc i cullera de fusta.
Sa vida franciscana fou pacífica, trobà a Escormalbou el port de refugi.
He preguntat a les parets rústiques del convent, quin fou el dolor seu; a les parets en runa del santuari, quines foren ses pregàries.
A les habitacions dels voltants, quina fou la seva cel·la; als arbres centenaris, quina fou sa figura.
A les flors del bosc, quina fou la preferida; a les aus del cel, per quina cançó es delia.
I vingué la mort pacíficament a cloure els costres ulls i volejàreu cel amunt.
I de vostre pas per la terra només queda un record d'amargura, una pàgina de malenconia.
Joan Ripoll (epitafi inscrit en la seva tomba), traducció Pere Miquel Carbonell
Ací jau Elionor Maria, Reina de Xipre, branca de l'arbre d'Aragó (la qual va prendre l'hàbit i professà en aquest Reial convent de la Regla tercere del N.P.S. Francesc). No hi hagué en el seu segle dona que en costums, mansuetud, bondat, honestedat, discreció i vida prudent l'avantatgés. En la feble condició del seu femení sexe, va merèixer els elogis i les lloances dels barons de més seny; puix que, castigada i venjada la pèrdua i tirana mort del seu marit, va redimir el reialisme se Xipre per al seu fill de la vexació injusta amb la qual el seu oncle l'afligia amb guerres cruels. Ploreu, doncs, donzelles castes, la mort del vostre millor escut; ploreu, mestresses i vídues honestes, i vosaltres homes afavoriu la difunta amb el vostre plany. Elionor fou dona d'ànim extrem. Fou terror i càstig per als dolents, esperança única per als bons, blasó per als forts, asil per als caiguts, consol plaent per als desconsolats, socors amatents per als pobres, i ells, per aquesta excelsa caritat i compassió, s'inclinava a dotar les donzelles pobres i a donar almoines quantioses per a la redempció dels captius. Se sentia impel·lida a deslliurar dels enganys els orfes que podien sofrir-los i reparava els temples i les cases de Déu,
Mantenint amb tals actes de virtut inviolable la seva devoció i la seva pietat. Podem, per tant, creure, amb fe, que la seva ànima beneïda es troba al Cel, entre els Beneventurats, així com que roman el seu cadàver, dintre d'aquesta arca, sencer i incorrupte. Va morir, finalment, quan la mort deslligà el llaç de la seva vida el dia segon de Pasqua del naixement de l'etern Rei, l'any 1417.
Al mateix Xipre, s'ha realitzat una versió teatral de les pàgines que l'autor Leónidos Makheras (inicis s.XV) va dedicar a les vides de Pere I i d'Elionor en el seu llibre "Crónica de la dolça terra de Xipre". En aquest llibre parla molt detalladament, des del punt de vista xipriota, de l'actuació d'Elionor.
En contra dels escriptors catalans, que li dediquen elogis, Makheras és dur en el judici de la reina, i amb la seva narració probablement va inspirar les dues cançons populars conegudes amb el nom de Cançons de la reina i d'Arodafnussa, que lamenten la mort de Joana Laleman (Arodafnussa) per ordre de la reina.
Darrerament ha aparegut una obra novel·lada "Perfum d'almesc" de Montserrat Morera Escarré en la qual la figura idealitzada de la reina Elionor apareix en molts dels seus capítols fragments del qual han aparegut al llarg d'aquest treball.